# De Nieuwe Brouwerij

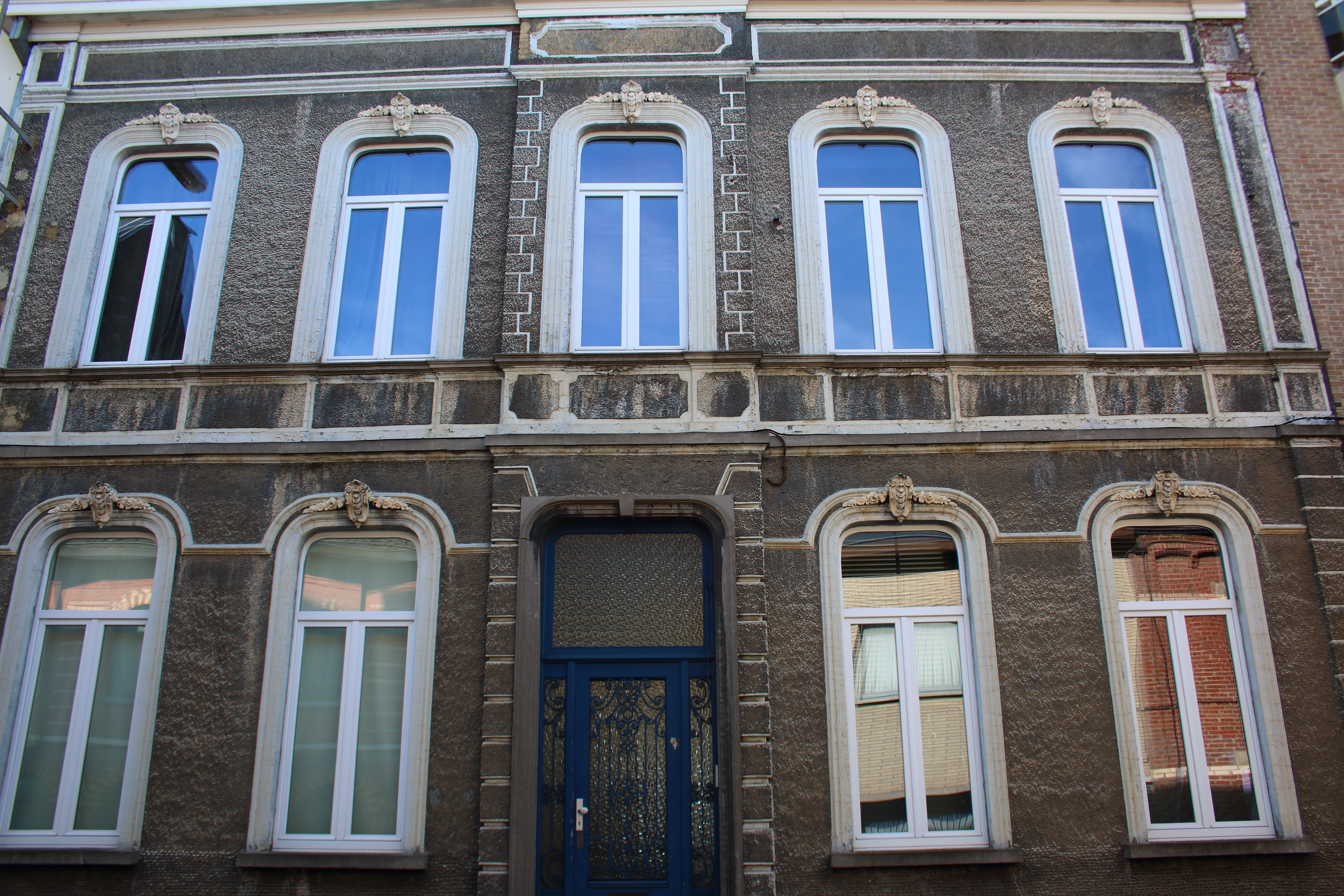
De voormalige brouwerswoning van De Nieuwe Brouwerij

De Nieuwe Brouwerij, ook wel Brouwerij De Cock of Brouwerij De Cock & Desmet, is een voormalige brouwerij gelegen in de Godveerdegemstraat te Zottegem en was actief van 1870 tot 1943.

## Geschiedenis
De brouwerij werd gestart in 1870 door Charles-Louis Noyé. Deze liet de zaak over even voor 1900. Later, in 1925, kwam de brouwerij in handen van de heer De Cock en werd de brouwerij ook naar hem genoemd.

## Bieren[2]
- Dubbel Bier
- Oud Bier